# Саяхов, Фаниль Лутфурахманович
Фаниль Лутфурахманович Саяхов (1934 — 2002) — физик, доктор физико-математических наук (1985), профессор (1987); член-корреспондент АН РБ (1995); академик РАЕН (1996); специалист в области электрофизики дисперсных систем; Заслуженный деятель науки Башкирской АССР (1988). Брат Фагима Саяхова.

## Биография
Саяхов Фаниль Лутфурахманович родился марта 1934 года в деревне Яскаин Давлекановского района БАССР.
В 1958 году он окончил МГУ, затем в 1964 году — аспирантуру БашГУ (ныне Уфимский университет науки и технологий), защитил кандидатскую и докторскую диссертации.
С 1959 года он работал в Башкирском государственном университете (ныне Уфимский университет науки и технологий) зав. кафедрой общей физики (1965-75), зав. кафедрой прикладной физики и геофизики (c 1984).
Работал Саяхов в области физики взаимодействия электромагнитных полей с многофазными системами. Он разработал термодинамику полярных сред и обобщил математическую модель фильтрации вязкой углеводородной жидкости в высокочастотном электромагнитном поле. Создал новое научное направление — высокочастотная электромагнитная гидродинамика. В АН РБ он состоял в Отделении физико-математических наук.

## Труды
Саяхов — автор более 100 научных трудов, включая 2 монографий.
- Физические принципы и модели разложения гидратов природного газа. М., 1988 (соавт.)
- Высокочастотная электромагнитная гидродинамика. Уфа, 1990 (соавт.).